# Infinitezimalni račun
Infinitezimálni račún je področje matematične analize, ki preučuje zlasti naslednja področja:
- limita funkcije
- odvod ali diferencialni račun
- integral oziroma integralni račun
- funkcijska vrsta

Infinitezimalni račun se po latinsko imenuje calculus infinitesimalis in je še zdaj marsikje po svetu znan po imenu kalkulus oziroma calculus. Beseda infinitezimala pomeni neskončno majhno količino - take količine so temelj infinitezimalnega računa.

## Zgodovina

### Prvi začetki
Prvi koraki v smeri infinitezimalnega računa so bili primeri računanja prostornin teles po ekshavscijski metodi. S tem so se ukvarjali že starogrški matematiki, npr. Evdoks (približno 408−355 pr. n. št.) in Arhimed (približno 287−212 pr. n. št.).
Pozneje sta podobne metode uporabljala kitajska matematika Liu Hui (3. stoletje n. št.) in Ču Čungdži (5. stoletje n. št.).
Leta 499 je indijski matematik Aryabhata I. računal z infinitezimalami in zapisal astronomski problem v obliki diferencialne enačbe. Ta enačba je v 12. stoletju vzpodbudila Bhaskara, da je razvil neke vrste odvod in zapisal neke vrste Rollov izrek.
Okoli leta 1000 je Ibn al-Haitam izpeljal formulo za vsoto vrste četrtih potenc in s tem pripravil teren za integralski račun.
V 12. stoletju je perzijski matematik Šaraf al-Din al-Tusi odkril pravilo za odvajanje kubičnega polinoma.
V 14. stoletju je Madhava iz Sangamagrame skupaj z drugimi matematiki iz matematično-astronomske šole v Kerali (južna Indija) preučeval posebne primere Taylorjevih vrst in jih opisal v delu Juktibhasa.
V 17. stoletju je japonski matematik Takakazu Šinsuke Seki razširil ekshavscijsko metodo in tako odkril prišel do osnovnih spoznanj infinitezimalnega računa.

### Newton in Leibniz
Odločilni korak naprej sta naredila (neodvisno en od drugega) Isaac Newton in Gottfried Wilhelm Leibniz. 
Ko sta objavila svoje izsledke, se je začel spor okoli vprašanja, kdo je to odkril prvi. Sledil je velik spor med angleškimi in nemškimi matematiki. Spor se je končal z natančnim pregledom njunih del in z ugotovitvijo, da sta do isth rezultatov prišla povsem neodvisno. Ker sta delala neodvisno sta uporabljala tudi povsem različne oznake in poimenovanja. Izraz "infinitezimalni račun" si je izmislil Leibniz (Newton je govoril o "fluksijskem računu").
Dela Newtona in Leibniza so pozneje dopolnili še številni drugi matematiki: Cauchy, Riemann, Weierstraß, Lebesgue, idr.

## Glavna poglavja infinitezimalnega računa

### Limita funkcije
Poglavje limita funkcije se je razvilo iz vprašanja, kako izračunati vrednost funkcije v primerih, kjer nastopijo problemi, ker funkcija ni dobro definirana (npr.: deljenje z 0).Limita funkcije f v točki a je število, ki se mu približuje funkcijska vrednost f(x), če se spremenljivka x približuje a. Če je funkcija zvezna, je limita seveda kar enaka funkcijski vrednosti f(a).

### Odvod
Poglavje odvod se je razvilo iz vprašanja, kako določiti enačbo tangente na krivuljo. Odvod funkcije f v točki a je enak smernemu koeficientu tangente na graf funkcije y = f(x). Ker smerni koeficient določa strmino funkcije, nam odvod veliko pove o naraščanju in padanju funkcije, zelo uporaben pa je tudi pri iskanju minimumov in maksimumov.

### Integral
Poglavje integral se deli na dve glavni podpoglavji:
- Nedoločeni integral je operacija, ki deluje ravno obratno kot odvod. Rezultat nedoločenega integrala imenujemo primitivna funkcija. Pri tem poglavju si zastavljamo vprašanje, katero funkcijo F bi morali odvajati, da bi dobili za rezultat dano funkcijo f.
- Določeni integral nam pove, kako izračunamo ploščino lika, ki ga omejuje krivulja oziroma graf funkcije. Izkaže se, da je rezultat povezan z nedoločenim integralom: najprej moramo izračunati primitivno funkcijo, potem pa vanjo vstaviti ustrezni meji (Newton-Leibnizeva formula).

### Funkcijska vrsta
Pri poglavju funkcijska vrsta se sprašujemo, kako dano funkcijo aproksimirati z neskončno vrsto in za katere vrednosti spremenljivke x dobljena vrsta konvergira. Najpogostejša metoda za aproksimacijo funkcije je Taylorjeva vrsta.